# Watch (album)
Watch je osmé studiové album skupiny Manfred Mann's Earth Band, vydané v roce 1978.

## Seznam skladeb
| Pořadí         | Název                          | Autor               | Délka |
| -------------- | ------------------------------ | ------------------- | ----- |
| 1.             | Circles                        | Mark                | 4:50  |
| 2.             | Drowning on Dry Land/Fish Soup | Slade, Flett, Mann  | 6:01  |
| 3.             | Chicago Institute              | Thomas, Mann, Flett | 5:47  |
| 4.             | California                     | Vickers             | 5:32  |
| 5.             | Davy's on the Road Again       | Simon, Robertson    | 5:55  |
| 6.             | Martha's Madman                | Tietgen             | 4:52  |
| 7.             | Mighty Quinn                   | Dylan               | 6:29  |
| Celková délka: | Celková délka:                 | Celková délka:      | 54:32 |

## Sestava
- Manfred Mann – klávesy, doprovodný zpěv
- Chris Slade – bicí, perkuse
- Pat King – basová kytara, doprovodný zpěv
- Dave Flett – sólová kytara, akustická kytara
- Chris Thompson – rytmická kytara, zpěv

&
- Doreen Chanter – doprovodný zpěv
- Irene Chanter – doprovodný zpěv
- Stevie Lange – doprovodný zpěv
- Victy Silva – doprovodný zpěv
- Kim Goddy – doprovodný zpěv